# Politisches System Irans vor 1979

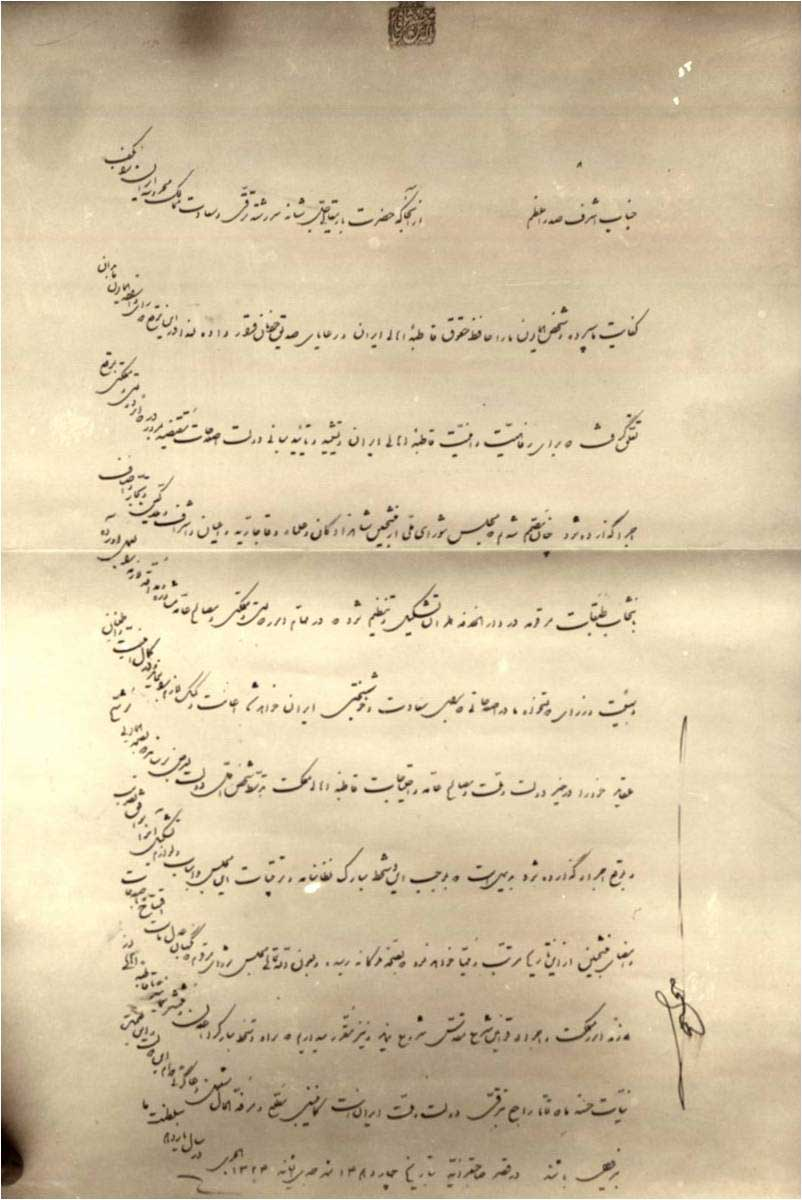
Königliches Dekret vom 5. August 1906

Das Politische System Irans vor 1979 basierte seit der Konstitutionellen Revolution von 1906 auf der Staatsform der Konstitutionellen Monarchie. Das Parlament bestand aus zwei Kammern, dem Madschles und dem Senat. Die Abgeordneten des Madschles (Madschles Shora Melli) wurden vom Volk gewählt, die Abgeordneten des Senats wurden je zur Hälfte gewählt bzw. vom Schah ernannt. An der Gesetzgebung waren beide Häuser beteiligt. Die aktive politische Rolle in der Gesetzgebung kam jedoch dem Madschles zu.
Nach der Verfassung stand der Schah als Monarch an der Spitze der Exekutive, d. h. der Verwaltung, des diplomatischen Diensts und des Militärs. Er hatte das Recht, Minister zu ernennen und zu entlassen und zur Ausführung der von den parlamentarischen Kammern erlassenen Gesetze Dekrete und Ausführungsbestimmungen zu erlassen.

## Die Verfassung
Die iranische Verfassung, die mit einigen Modifikationen bis zur Gründung der Islamischen Republik Iran nach der Islamischen Revolution 1979 Gültigkeit hatte, besteht aus folgenden Dokumenten:
- Königliches Dekret vom 5. August 1906.
- Wahlgesetz vom 5. September 1906.
- Grundgesetz vom 30. Dezember 1906.
- Ergänzungen zum Grundgesetz vom 7. Oktober 1907.
- Wahlgesetz vom 1. Juli 1909.

Mit dem von Mozaffar ad-Din Schah am 5. August 1906 erlassenen Königlichen Dekret wurde die Bildung eines Parlaments angeordnet, dessen Delegierte in einem nach Ständen gegliederten Wahlsystem gewählt wurden. Stände waren die Prinzen der königlichen Familie, Doktoren der Geistlichkeit (ulama), Familienmitglieder der Kadscharen, Mitglieder der Adelsfamilien, Großgrundbesitzer, Kaufleute und Mitglieder der Zünfte. In nur vier Wochen wurde von einer hierfür einberufenen Kommission ein Wahlgesetz ausgearbeitet, nach dem die Wahlen zum ersten iranischen Parlament abgehalten wurden. Bis zum 30. Dezember wurde dann ein Grundgesetz ausgearbeitet, das die Rechte des Parlaments sowie die Rechte und Pflichten der Abgeordneten regelte. Das Parlament sollte aus den zwei Kammern Madschles und Senat bestehen (Das ausführende Gesetz zur Bildung eines Senats wurde allerdings erst am 18. Mai 1950 verabschiedet). Am 7. Oktober 1907 wurde dieses Grundgesetz ergänzt. Die Ergänzung regelt:
- die Schia als Staatsreligion

Staatsflagge von Iran von 1964 bis 1979

- die Einführung eines Rats bestehend aus mindestens fünf Geistlichen, der alle vom Parlament erlassenen Gesetze auf ihre Übereinstimmung mit dem Islam überprüft und gegebenenfalls für ungültig erklärt,
- Teheran ist Hauptstadt, die iranische Fahne hat die Farben grün, weiß und rot und den Löwen mit Sonne als Staatsemblem
- die bürgerlichen Rechte der Einwohner Irans
- die Gewaltenteilung in Legislative, Exekutive und Jurisprudenz
- die Stellung, Rechte und Pflichten des Monarchen
- die Rolle der Regierung bzw. der Minister
- die Ausgestaltung des Gerichtswesens
- die Einführung von regionalen Ratsversammlungen für die Provinzen
- die Rolle der Armee

Das Wahlgesetz vom 5. September 1906 wurde am 1. Juli 1909 durch ein neues Wahlgesetz ersetzt, das die Wahl nach Ständen aufhob und Wahlen nach der Zugehörigkeit zu den in der Verfassung anerkannten Religionsgruppen der Muslime, Christen, Juden und Zoroastrier regelt. Darüber hinaus wurde der genaue Ablauf der Wahlen neu geregelt und die Zahl der Abgeordneten für die einzelnen iranischen Provinzen neu festgelegt. Die Gesamtzahl der Abgeordneten des Parlaments wurde zunächst auf 120 festgelegt. Die Legislaturperiode betrug zwei Jahre. 1925, 1934, 1947 und 1963 wurde das Wahlgesetz erneut geändert. Die Anzahl der Abgeordneten wurde auf zweihundert erhöht. 1963 wurde zudem das aktive und passive Wahlrecht für Frauen eingeführt.
Nach der Verfassung stand der Geistlichkeit im Rahmen des Gesetzgebungsprozesses ein Vetorecht zu. Im Rahmen eines von den Abgeordneten des Parlaments aus einer Liste von 20 Geistlichen gewählten Rates von fünf Geistlichen sollte ein Gremium gebildet werden, das alle vom Parlament erlassenen Gesetze hinsichtlich ihrer Kompatibilität mit dem Islam überprüfen und ggbfs. verwerfen konnte. Dieses im Rahmen der Verfassungsdiskussion von 1907 auf Vorschlag von Scheich Fazlollah Nuri eingeführte Gremium wurde allerdings nie gewählt und konnte daher seine Funktion auch nicht ausüben.

## Verfassungsorgane
Der iranische Staat war von 1906 bis 1979 eine konstitutionelle Monarchie, die nach dem Prinzip der Gewaltenteilung organisiert war. Die Verfassung definierte die Rolle des Schahs, der Minister und der beiden parlamentarischen Kammern fest.

### Staatsoberhaupt
Der Schah war das Staatsoberhaupt des Staates Iran. Der Schah setzte die von den parlamentarischen Kammern verabschiedeten Gesetze durch seine Unterschrift in Kraft. Er erließ die Ausführungsbestimmungen zu den Gesetzen per Dekret. Ferner oblag ihm die Ernennung und Entlassung der Minister, die Unterzeichnung internationaler Verträge, die Gewährung von Beförderungen in den Streitkräften, die Verleihung von Orden und das Gnadenrecht zur Erlassung von Strafen im Rahmen der gesetzlichen Vorschriften. Er führte den Oberbefehl über die Streitkräfte und war für die Erklärung eines Krieges sowie für die Unterzeichnung eines Friedensvertrages zuständig. Dem Schah unterstand die Herstellung von Münzen.

### Regierung
Die Regierung übte die Exekutivgewalt Irans aus. Obwohl die Verfassung Irans keine Position eines Premierministers kannte, hatte es sich eingebürgert, dass der Schah zunächst einen Premierminister und dann auf Vorschlag des Premierministers die restlichen Minister ernannte. Die Minister stellten sich einschließlich des Premierministers dem Madschles zur Vertrauensabstimmung. Der Ministerrat tagt mindestens einmal pro Woche. Jedes Ministerium verfügt neben den Fachbeamten über ein Sekretariat, eine Personalabteilung und eine Rechnungsabteilung.
Iran ist in Provinzen eingeteilt. Die einzelnen Provinzen werden durch einen vom Premierminister ernannten Gouverneur verwaltet.

### Parlament
Das iranische Parlament war die legislative Gewalt. Es bestand aus zwei Kammern, dem Madschles und dem Senat. Alle Gesetze des Madschles mit Ausnahme des Haushalts mussten durch den Senat bestätigt werden. Das Parlament übte die Aufsicht über die Regierung aus. Es hatte ein Untersuchungs- und Befragungsrecht und konnte jeden Minister bei Amtsverfehlungen zur Verantwortung ziehen. Aus der Menge der Abgeordneten wurden Fachausschüsse gebildet.
Die Abgeordneten des Madschles wurden in geheimer Wahl gewählt. Kandidaten mussten mit Ausnahme der Vertreter der religiösen Minderheiten Mosleme sein, lesen und schreiben können, in ihrem Wahlbezirk bekannt sein und mindestens 30 Jahre und höchsten 70 Jahre alt sein.
Der Senat hatte 60 Sitze. 30 Senatoren wurden wie die Abgeordneten des Madschles gewählt. Die restlichen 30 Senatoren wurden durch den Schah ernannt.

### Justiz
Die Gerichte Irans übten die Rechtsprechung aus. Die Richter wurden vom Schah ernannt. Sie waren unabhängig und an keine Weisungen gebunden. Nach den Bezirksgerichten konnten Provinzgerichte als Revisionsinstanz angerufen werden. Der Oberste Gerichtshof entschied als letzte Instanz. Er übte zudem bei Klagen gegen Minister eine Art Verwaltungsgerichtsbarkeit aus. Neben den zivilen Gerichten und den Strafgerichten gab es Sondergerichte wie Militärgerichte und Religionsgerichte.

## Verfassung
Die Verfassung vom 30. Dezember 1906 regelt in 51 Artikeln die gesetzgebende Gewalt, die aus einem von der Bevölkerung frei gewählten Parlament und einem Senat besteht. Die Senatoren werden je zur Hälfte von der Bevölkerung frei gewählt bzw. vom Schah ernannt.

## Ergänzendes Verfassungsgesetz

### Allgemeiner Teil
Der allgemeine Teil des „Ergänzenden Verfassungsgesetzes“ vom 8. Oktober 1907 regelt in 7 Artikeln die Fragen der Staatsreligion, die Einsetzung eines Rats der Geistlichen zur Überprüfung der vom Parlament verabschiedeten Gesetze, die Grenzen des Landes, die Hauptstadt sowie die Fahne und das Staatssymbol. In § 7 wird bestimmt, dass die Grundlagen der Verfassung, gemeint sind entsprechend § 16 der Erklärung der Menschen und Bürgerrechte die Gewaltenteilung und die Grundrechte („Eine Gesellschaft, in der die Gewährleistung der Rechte nicht gesichert und die Gewaltenteilung nicht festgelegt ist, hat keine Verfassung“), nicht aufgehoben werden können.

### Grundrechte
Die Verfassung garantiert „der ganzen Bevölkerung Persiens“ Grundrechte, wie sie in der Erklärung der Menschen- und Bürgerrechte zum ersten Mal formuliert worden sind. Der Grundrechtskatalog ist in dem „Ergänzenden Verfassungsgesetz“ vom 8. Oktober 1907 unter dem Abschnitt „Rechte des persischen Volkes“ enthalten. Im Einzelnen sind dies:
- § 8 – Gleichheit vor dem Gesetz
- § 9 – Schutz des Lebens und Eigentums, der Wohnung und der Ehre
- § 10 – Schutz vor willkürlicher Verhaftung
- § 11 – Recht auf einen fairen Prozess
- § 12 – Keine Strafe ohne Gesetzes
- § 13 – Unverletzlichkeit der Wohnung
- § 14 – Freie Wahl des Wohnsitzes
- § 15 – Schutz des Eigentums
- § 16 – Schutz des beweglichen Eigentums
- § 17 – Schutz des Besitzes
- § 18 – Freiheit von Wissenschaft und Lehre
- § 19 – Recht auf Bildung durch den kostenlosen Besuch einer Schule und einer Hochschule
- § 20 – Freiheit der Presse
- § 21 – Versammlungsfreiheit und die Freiheit zur Gründung von Vereinigungen
- § 22 – Wahrung des Postgeheimnis
- § 23 – Wahrung des Brief-(Telegramm-)geheimnisses
- § 24 – Annahme der persischen Staatsangehörigkeit durch Ausländer
- § 25 – Beschwerderecht gegen Staatsbeamte

### Gewaltenteilung
In den Artikeln 26 bis 34 wird die Teilung der Staatsgewalten festgelegt. § 26 bestimmt: „Die Gewalten des Landes entspringen dem Volke....“

### Rechte des persischen Herrschers
Die Artikeln 35 bis 57 bestimmen die Rechte des Herrschers (Schahs) und die Thronfolge. § 35 bestimmt: „Das persische Herrschertum ist ein anvertrautes Gut, welches als Gottesgabe der Person des Herrschers vom Volke übertragen wurde.“

### Rechte und Pflichten der Minister
In den Artikeln 58 bis 70 sind die Rechte, Pflichten und Verantwortlichkeiten der Minister als Teil der Exekutive festgelegt.

### Richterliche Gewalt
Die Artikel 71 bis 89 regeln die Rechtsprechung durch staatliche Gerichte und die Rechte und Pflichten der Richter.

### Provinzial- und Unterprovinzial-Landtage
Die Artikel 90 bis 93 legen die Selbstverwaltung durch gewählte Provinzlandtage und Unterprovinzlandtage (Stadträte, Gemeinderäte) fest. Damit wird eine Unterteilung der staatlichen Verwaltung in drei Ebenen geschaffen, der Zentralverwaltung durch die Zentralregierung und der Nationalversammlung, der Provinzverwaltung mit den Provinzräten und die Kommunalverwaltung mit Stadt- und Gemeinderäten.

### Steuern
Artikel 94 bis 103 regeln das Steuerwesen. § 94 bestimmt: „Keine Steuer ist gültig als kraft Gesetzes“.

### Das Heer
Artikel 104 bis 107 regeln die grundlegenden Bestimmungen zur Errichtung eines stehenden Heeres, der Wehrpflicht und der Unverletzlichkeit der territorialen Integrität durch fremde Heere.

## Bedeutung und Kritik
Die Bedeutung dieses ersten Grundgesetzes eines iranischen Staates kann nicht hoch genug eingeschätzt werden. Es bereitete den Weg von der absolutistischen Monarchie zur konstitutionellen Monarchie. Zudem schaffte es die Grundlagen für ein modernes Staatsverständnis mit einer klaren staatlichen Struktur und einer präzisen Beschreibung der einzelnen Verfassungsorgane. Das bisherige islamische Rechtssystem wie die Rechtsprechung durch Schariagerichte und geistliche Richter wird abgeschafft. Nicht der Koran ist die Quelle der Rechtsprechung, sondern die von einem gewählten Parlament erlassenen Gesetze. Den Bürgern werden Schutz- und Freiheitsrechte zugestanden, die einen vollständigen Bruch mit der bisherigen Praxis der Feudalrechte bedeuteten. Auch die Abschaffung der Schariagerichte bedeutete einen vollständigen Bruch mit der bisherigen Rechtspraxis. Dass Gesetze von nun an nicht „von Gott kommen“, sondern von einem Parlament verabschiedet werden, war ein Sakrileg, das Khomeini in seiner späteren Kritik an der Verfassung aufgriff: 

„Der islamische Staat ist ein Staat des Gesetzes. In dieser Staatsform gehört die Souveränität einzig und allein Gott. Das Gesetz ist nichts anderes als der Befehl Gottes“

Der Geistlichkeit wird in § 2 des ergänzenden Verfassungsgesetzes ein umfassendes Prüf- und Kontrollrecht der Gesetzgebung zugestanden. Ein Kollegium von fünf Geistlichen soll darüber wachen, dass das Parlament keine Gesetze erlässt, die dem Islam widersprechen. Die Wahl des Kollegiums erfolgt durch das Parlament aus einer von den Geistlichen vorgelegten Liste. Dadurch, dass die Entscheidungsgewalt, wer Mitglied dieses Prüfungsgremiens ist, beim Parlament liegt, unterwerfen sich die Geistlichen der Entscheidung der gewählten Abgeordneten und stehen nicht „über dem Gesetz“. Dieser Auswahlprozess führte dann letztlich dazu, dass es nie zu einer Besetzung dieses Gremiums kam, da die Geistlichen sich nicht auf eine Liste von 20 Personen aus ihrer Mitte einigen konnten oder wollten, bzw. weil sie sich nicht der Entscheidungsgewalt von Nichtgeistlichen unterwerfen wollten.
Eine besondere Bedeutung kommt in der Verfassung dem Schutz des Eigentums zu. In der bis zur Verabschiedung der Verfassung in Iran herrschenden absolutistischen Monarchie betrachtete der Monarch das gesamte Land einschließlich seiner Bewohner als sein Eigentum. Es gab keine Trennung zwischen privaten und staatlichen Einnahmen des Monarchen. Private Kredite des Monarchen wurden zu Lasten des Landes aufgenommen und aus Zoll- und Steuereinnahmen getilgt. Die in mehreren Artikeln der Verfassung formulierten Eigentumsschutzrechte bildeten den ersten Baustein einer Eigentumsordnung.